# Mestna avtobusna linija št. 27 (Ljubljana)
Mestna avtobusna linija številka 27 VEVČE - NS RUDNIK je ena izmed 33 avtobusnih linij javnega mestnega prometa v Ljubljani. Poteka v smeri vzhod - jug. Povezuje dva največja ljubljanska nakupovalna centra ter Vevče, Industrijsko cono Moste, Nove Jarše, Zeleno jamo, Kolodvor, center mesta, Galjevico in Industrijsko cono Rudnik. 

## Zgodovina
Na začetku 70. let 20. stoletja se je pričela gradnja nove industrijske cone Moste na prostranih travnikih ob Letališki cesti. Ker se je število zaposlenih zaradi novih poslovnih objektov, tovarn in obratov na tistem območju zelo povečalo, so mestni avtobusi po letu 1980 na progah št. 2 in 7 ob prometnih konicah iz Novih Jarš nadaljevali vožnjo do tovarne Rog. Kmalu se je zaradi naraščajočega števila potnikov pojavila potreba po celodnevni avtobusni povezavi tega predela s središčem mesta. Tako so leta 1988 progo št. 2 z obračališča Moste v Zeleni jami podaljšali po Kavčičevi ulici na Letališko cesto (proga je nosila oznako Letališka – Nove Jarše). Avtobusi so v isti vožnji dvakrat vozili po Kavčičevi ulici, zaradi česar večina potnikov ni vedela, kam avtobus sploh pelje. Težavo so skušali odpraviti s pomožnimi informativnimi tablami, ki so jih vozniki menjavali ob smernih tablah.
Zmeda je bila končana 1. aprila 1992, ko so uvedli novo progo št. 17 Letališka – Fužine. Proga je bila sprva načrtovana kot povezovalna proga industrijske cone z Zaloško cesto in naj bi obratovala do Kodeljevega, vendar so jo na željo prebivalcev Fužin speljali do obračališča na Chengdujski cesti. Po letu 1993 pa se je naglo začelo širiti nakupovalno središče v nekdanjih Javnih skladiščih, imenovano BTC. 1. julija 1996 so zaradi tega progo preusmerili skozi BTC in jo podaljšali v center do Kongresnega trga. Zaradi tega so bile vožnje avtobusov na odseku Kajuhova – Nove Fužine ukinjene. Tako je nastala proga št. 17 Kongresni trg – BTC – Letališka, ki je sprva obratovala le ob delavnikih in sobotah. Leta 2001 so odprli kino Kolosej, zato so 3. septembra istega leta spremenili potek proge znotraj BTC tako, da so jo preusmerili mimo le-tega.  Proga je pričela obratovati tudi ob nedeljah in praznikih med 16.10 in 24.00 na skrajšani trasi Kongresni trg – Kolosej.
3. septembra 2007 je bila proga podaljšana od Kongresnega trga do nakupovalnega središča na Rudniku. Nova podaljšana linija je bila poimenovana kot linija št. 27 Letališka – BTC – NS Rudnik, nedeljska skrajšana proga pa je bila preimenovala v linijo št. 27K Bavarski dvor – Kolosej.
Julija 2015 je bila linija št. 27K poskusno podaljšana izpred Koloseja do vodnega mesta Atlantis; posledično je bil podaljšan tudi obratovalni čas, in sicer so avtobusi začeli z rednim obratovanjem že ob 9.00. Sočasno je bilo v območju BTC uvedeno še novo postajališče BTC-Merkur.
S 1. septembrom 2015 je po osrednjem delu Slovenske ceste, ki je bil zaprt zaradi prenove, ponovno stekel avtobusni promet. Istega dne je bila linija 27, skupaj z linijami 3, 3B, 3G, 19B, 19I, 51 in 56, poskusno preusmerjena z osrednjega dela Slovenske ceste. Avtobusi so tako zavili s Slovenske ceste na Šubičevo, Bleiweisovo, Gosposvetsko, ter nazaj na Slovensko in so pot nadaljevali po redni trasi proti Bavarskemu dvoru. Kot razlog je bilo navedeno manjše število prestopanj potnikov na osrednjem delu Slovenske in število prepeljanih potnikov letno (to je znašalo manj kot 2.000.000). Z odprtjem prenovljenega južnega dela Slovenske ceste je 8. maja 2016 linija 27 uradno ponovno začela obratovati po osrednjem delu Slovenske ceste. Ta je sicer po osrednjem delu že obratovala v času zapore južnega dela Slovenske.
V času razglašene epidemije so zaradi nočne omejitve gibanja začasno ukinili nočne vožnje avtobusov; po ponovni vzpostavitvi le-teh režima obratovanja na linijah 27 in 27K niso nikoli podaljšali. Zaradi nerentabilnosti je linija 27K zadnjič obratovala 25. junija 2023. 1.9.2024 je trasa linije 27 doživela spremembe na območju BTC-ja, zaradi sprememb na linijah 7 in 7L. Na liniji 27 so bila ukinjena štiri postajališča, in sicer: Btc-uprava, Btc-tržnica, Btc-Kolosej in Btc-Merkur. Po novem, avtobus ne zavije na Ulico gledališča BTC, temveč pelje naprej po Ameriški ulici do novega postajališča Btc-kristalna palača, ponovno pelje naprej do tudi novega postajališča Btc-tržnica, in spet naprej po Italijanski ulici ter Latinskem trgu do obstoječega postajališča Btc-Emporium. (Postajališče Btc-Merkur na liniji 24 ostaja). 21.7.2025 je bila trasa podaljšana do obračališča Vevče v bližini prenovljenega tamkajšnega kopališča. 
Trasa
Linija 27
- smer VEVČE - NS RUDNIK: Vevška cesta - Cesta 30.avgusta - servisna cesta - Zaloška cesta Letališka cesta - Latinski trg¹ - Italijanska ulica - Ameriška ulica¹ - Šmartinska cesta - Masarykova cesta - Trg OF - Slovenska cesta - Zoisova cesta - Karlovška cesta - Dolenjska cesta - Orlova ulica - Ižanska cesta - Jurčkova cesta - Premrlova ulica.
- smer NS RUDNIK - VEVČE: Premrlova ulica - servisna cesta - Jurčkova cesta - Ižanska cesta - Orlova ulica - Dolenjska cesta - Karlovška cesta - Zoisova cesta - Slovenska cesta - Trg OF - Masarykova cesta - Šmartinska cesta - Ameriška ulica¹ - Italijanska ulica - Latinski trg - Letališka cesta - servisna cesta - Zaloška cesta - Cesta 30.avgusta - Vevška cesta.

Opomba:
- ¹ - območje BTC

## Režim obratovanja
Linija obratuje ob delavnikih in sobotah, ob nedeljah in praznikih ne obratuje. Avtobusi najpogosteje vozijo ob delavniških prometnih konicah. Odhode na liniji 27 se kombinira z enojnimi in zgibnimi vozili.

### Preglednice časovnih presledkov v minutah
| št. | ura           | 1.9. - 25.6. | 26.6. - 31.8. |
| --- | ------------- | ------------ | ------------- |
| 27  | 4.50 - 6.00   | 20           | 20            |
| 27  | 6.00 - 8.00   | 14-15        | 18            |
| 27  | 8.00 - 13.00  | 16           | 20            |
| 27  | 13.00 - 16.00 | 14-15        | 20            |
| 27  | 16.00 - 18.30 | 16           | 22            |
| 27  | 18.30 - 21.00 | 20           | 20            |
| 27  | 21.00 - 22.30 | 25           | 25            |

| št. | ura           | vse leto |
| --- | ------------- | -------- |
| 27  | 5.00 - 8.30   | 30       |
| 27  | 8.30 - 15.00  | 27       |
| 27  | 15.00 - 18.00 | 27       |
| 27  | 18.00 - 22.30 | 30       |

- V primeru popolne prometne zapore zaradi prireditev v Križankah ima linija 27 predvidljiv stalni obvoz, in sicer na relaciji Slovenska (redna trasa) - Barjanska - Kopačeva - Opekarska - Janežičeva - Karlovška (redna trasa), ter enako v obratni smeri. Avtobusi takrat ustavljajo na vseh rednih postajališčih. Obvoz praviloma traja med 20.00 in 24.00.